# Überparteiliche Fraueninitiative Berlin
Die Überparteiliche Fraueninitiative Berlin – Stadt der Frauen e. V. (ÜPFI) ist ein parteien- und generationenübergreifendes Bündnis politisch engagierter Frauen, das am 4. September 1992 in Berlin gegründet wurde.
Die Gründung beruhte auf der Initiative der Berliner Politikerinnen Christine Bergmann, Carola von Braun, Elke Herer, Ingrid Holzhüter, Sibyll-Anka Klotz, Jutta Limbach, Irina Schlicht und Ingrid Stahmer. Anfangs war das Bündnis ein Aktivenkreis von etwa 20 Frauen, im Jahr 1996 wurde der Verein gegründet. Der Verein hat etwa 500 Mitglieder.
Es sind Frauen aus den Fraktionen des Berliner Abgeordnetenhauses, aus Ost und West, aus der Berliner Landesregierung, aus Gewerkschaften, Frauenprojekten, wissenschaftlichen Institutionen, Hochschulen, Medien und weiteren Bereichen des öffentlichen Lebens. Der ÜPFI gehören Frauen unterschiedlicher weltanschaulicher und religiöser Überzeugungen an. 
Die Fraueninitiative setzt sich für die Teilhabe von Frauen in politischen und öffentlichen Entscheidungsprozessen ein. Die Praxis der überparteilichen Vernetzung versteht sie als Zukunftsstrategie für weltweite Erneuerungsprozesse. Seit ihrem Bestehen hat sich die Überparteiliche Fraueninitiative auf vielen Gebieten engagiert. Zu den Schwerpunkten gehören die Themen Frauen- und Menschenrechte, Wohnen und Inklusion, Gender-Mainstreaming und Gender-Budgeting, Frauen und Gesundheit oder Rassismus, Sexismus und Gewalt. Ganz konkret hat sich die Überparteiliche Fraueninitiative eingemischt  in Fragen der Berliner Verfassung, in Wissenschaft und Geschlechterforschung, in Themen wie bedingungsloses Grundeinkommen und dessen Auswirkungen auf die Genderfrage, Obdachlosigkeit von Frauen und andere.
Die Überparteiliche Fraueninitiative kreierte diverse Fachgespräche und die Gesprächsreihe Berliner Senatorinnen und Senatoren im öffentlichen Gespräch, führte verschiedene Fachtagungen bzw. Kongresse durch. 1998 veranstaltete sie den Kongress Europa – Union der Bürgerinnen. oder 2012 den Kongress Was ist Leistung? Im Jahr 2015 folgte Teil 2 des Themas Was ist Leistung?
2005 initiierte die ÜPFI zusammen mit der Katholischen Hochschule Nordrhein-Westfalen das Modellprojekt „Transkulturelles und interreligiöses Lernhaus der Frauen“, gefördert vom Bundesfamilienministerium. In die inhaltliche Konzeption brachte die ÜPFI Erfahrungen aus ihrem 2002 gegründeten interkulturellen Projekt „Sarah-Hagar. Religion, Politik, Gender“ ein. Das Lernhaus startete als Qualifizierungsprojekt in drei Städten: Berlin, Frankfurt am Main und Köln und endete nach einer dreijährigen Laufzeit mit der Vergabe des Zertifikats „Kulturvermittlerin“.  60 Frauen aus etwa 40 Ländern wurden zu „Kulturmittlerinnen“ qualifiziert.

## Wichtige Veranstaltungen (Auswahl)
- 1992: Frauenpolitischer Runder Tisch Nationalismus – Sexismus – Rassismus.
- 1998: Kongress Europa – Union der Bürgerinnen.
- 2006: Fachtagung Frauen – Dienstmädchen der Nation?! Die Zukunft des nationalen Dienstleistungssektors – ein europäischer Verhgleich.
- 2007: Fachtagung Demographischer Wandel und Gender – ein blinder Fleck.
- 2012: Kongress Was ist Leistung? Teil 1
- 2013: Wanderausstellung Ehrenamtliches Engagement – am Beispiel 20 Jahre Überparteiliche Fraueninitiative Berlin.
- 2015: Fachtagung Wohnungslose und obdachlose Frauen in Berlin.
- 2015: Kongress Was ist Leistung? Teil 2:  Care und Arbeitsbedingungen in den Frauenberufen.
- 2016: Dialogforum Geschlechterforschung trifft Politik – Politik trifft Geschlechterforschung.
- 2017: Kongress Was ist Leistung? Teil 3: Migration – Was macht Leistung?
- 2018: Fachdialog Kommunales Wahlrecht – Migrantinnen eine Stimme geben.
- 2021: Frauen in Parlamenten: Impulse für die Politik der Zukunft. online